# Bandeira da República Socialista Soviética da Ucrânia

Bandeira da República Socialista Soviética da Ucrânia (1949-1991)

A Bandeira da República Socialista Soviética da Ucrânia foi adotada em 1919, servindo-se como o símbolo nacional da RSS da Ucrânia. Alguns detalhes da bandeira oficial mudaram periódicamente depois da dissolução da União Soviética, em 1991, mas todas eram baseadas na bandeira vermelha da Revolução Bolchevique.
A primeira bandeira era vermelha com as letras círilicas douradas em fonte serifa У.С.С.Р. (URSS, para Ukrayinskaya Sotsialisticheskaya Sovetskaya Respublika, República Socialista Soviética da Ucrânia, em russo - o nome mudaria em 1936). Na década de 1930, uma borda dourada foi adicionada.
Em 1937, uma nova bandeira foi adotada, com uma pequena foice e martelo dourados adicionados sobre as letras cirílicas douradas em serifa У.Р.С.Р. (URSR, para Ukrayins’ka Radyans’ka Sotsialistychna Respublika, em ucraniano).
Na década de 1940, o desígnio foi alterado, com letras em fonte serifa mudaram de local para o canto, ao alto, à esquerda, e uma grande foice e martelo ficaram abaixo.
Na última bandeira, o letreiro foi retirado, e adicionado uma listra azul abaixo e uma estrela sobre a foice e martelo. Ele foi adotado como a bandeira oficial da RSS da Ucrânia em 21 de novembro de 1949.

Bandeira da RSS da Ucrânia (1919-1929)
Bandeira da RSS da Ucrânia (1929-1937)
Bandeira da RSS da Ucrânia (1937-1949)

## Relações externas
- Ucrânia da União Soviética (primeiras bandeiras) (em inglês)